# برايان بليدز
برايان بليدز (بالإنجليزية: Brian Blades)‏ هو لاعب كرة قدم أمريكية أمريكي، ولد في 24 يوليو 1965 في فورت لودرديل في الولايات المتحدة.

## وصلات خارجية
- برايان بليدز على موقع مرجع كرة القدم المحترفة.كوم (الإنجليزية)
- برايان بليدز على موقع كلية كرة القدم في سبورتس رفرنس.كوم (الإنجليزية)